# Isabel Torres (actriu)
Isabel Torres (Gran Canària, 14 de juliol de 1969 - ibídem, 11 de febrer de 2022) fou una presentadora de televisió i ràdio, tertuliana i actriu espanyola. Fou també empresària i activista del col·lectiu LGBT.
El 2005 va ser la primera candidata transsexual a Reina del Carnaval de Las Palmas de Gran Canaria, així com la primera transsexual canària que el 1996 va poder adequar el seu DNI a la seva identitat sexual. L'any següent va ser portada de la revista Interviú.
Ha participat en programes de televisió com Channel N. 4, El programa de Ana Rosa o DEC. També va presentar el 2010 el programa estiuenc d'Antena 3 Canàries Nos vamos pa la playa. El seu primer treball en una sèrie de televisió va ser un paper protagonista a Veneno d'Atresmedia, creada per Javier Ambrossi i Javier Calvo sobre la vida de Cristina La Veneno. El març de 2020 va anunciar que patia un càncer de pulmó amb metàstasi als ossos. Va morir a causa d'aquesta malaltia l'11 de febrer de 2022.

## Filmografia
Cinema
| Any  | Títol               | Notes           |
| ---- | ------------------- | --------------- |
| 1996 | Fotos               | Paper secundari |
| 2008 | Camino a la locura  | Curtmetratge    |
| 2010 | Los Brazos de Venus | Curtmetratge    |

Televisió
| Any  | Títol                 | Paper        |
| ---- | --------------------- | ------------ |
| 2010 | Nos vamos pa la playa | Presentadora |
| 2020 | Veneno                | La Veneno    |